# Mauranger Waterkrachtcentrale
De Mauranger Waterkrachtcentrale is een waterkrachtcentrale gebouwd in 1974 gelegen in de gemeente Kvinnherad in de provincie Hordaland in Noorwegen. Hij heeft een geïnstalleerd vermogen van 250 MW, met een gemiddelde jaarlijkse productie van ongeveer 1.192 GWh. De gebruikte aggregaat is een Peltonturbine.
Het smelwater onder de gletsjer Bondhusbreen wordt opgevangen in een tunnel en benut in de Mauranger Waterkrachtcentrale.